# Джангара (Крым, Красногвардейский район)
Джангара́ (укр. Джангара, крымскотат. Canğara, Джангъара) — исчезнувшее село в Красногвардейском районе Республики Крым, располагавшееся на юго-востоке района, в степной части Крыма, у самой границы с Белогорским районом, в 3 км южнее современного села Найдёновка.

## История
Первое документальное упоминание села встречается в Камеральном Описании Крыма… 1784 года, судя по которому, в последний период Крымского ханства Джанкара входила в Борулчанский кадылык Карасубазарского каймаканства. После присоединения Крыма к России (8) 19 апреля 1783 года, (8) 19 февраля 1784 года, именным указом Екатерины II сенату, на территории бывшего Крымского Ханства была образована Таврическая область и деревня была приписана к Перекопскому уезду. После Павловских реформ, с 1796 по 1802 год, входила в Акмечетский уезд Новороссийской губернии. По новому административному делению, после создания 8 (20) октября 1802 года Таврической губернии, Джангара была включена в состав Табулдынской волости Симферопольского уезда.
По Ведомости о всех селениях в Симферопольском уезде состоящих с показанием в которой волости сколько числом дворов и душ… от 9 октября 1805 года в деревне Джангира числилось 13 дворов и 81 житель, исключительно крымские татары. На военно-топографической карте генерал-майора Мухина 1817 года деревня Джангара обозначена с 18 дворами. После реформы волостного деления 1829 года Джангару, согласно «Ведомости о казённых волостях Таврической губернии 1829 года» отнесли к Айтуганской волости (преобразованной из Табулдынской). На карте 1836 года в деревне 14 дворов. Затем, видимо, в результате эмиграции крымских татар, деревня заметно опустела и на карте 1842 года деревня обозначена условным знаком «малая деревня», то есть, менее 5 дворов.
В 1860-х годах, после земской реформы Александра II, деревню приписали к Зуйской волости. В «Списке населённых мест Таврической губернии по сведениям 1864 года», составленном по результатам VIII ревизии 1864 года, Джангара — владельческая татарская деревня с 4 дворами, 21 жителем и мечетью при колодцахъ. На трёхверстовой карте 1865 года Джангара ещё обозначена, а, на карте с корректурой 1876 года, её уже нет).
После земской реформы 1890 года, Джангару отнесли к Табулдинской волости. Согласно «…Памятной книжке Таврической губернии на 1892 год», в деревне Джангара, входившей в Айтуганское сельское общество, числилось 20 жителей в 4 домохозяйствах, все безземельные. В «…Памятной книжке Таврической губернии на 1900 год» деревни уже нет и в дальнейшем в статистических сборниках не упоминается. В последний раз название встречается на карте Крымского статистического управления 1922 года, согласно которой село входило в состав Биюк-Онларского района Симферопольского уезда.